# (229864) Sichouzhilu
(229864) Sichouzhilu est un astéroïde de la ceinture principale.

## Description
(229864) Sichouzhilu est un astéroïde de la ceinture principale. Il fut découvert le 14 octobre 2009 à XuYi par le programme PMO NEO Survey Program. Il présente une orbite caractérisée par un demi-grand axe de 3,10 UA, une excentricité de 0,19 et une inclinaison de 24,0° par rapport à l'écliptique.

## Compléments